# 화이트 스톰 3
화이트 스톰 3(掃毒2天地對決, 掃掃毒3人在天涯, The White Storm 3: Heaven or Hell)은 홍콩, 중국에서 제작된 구예도 감독의 2023년 액션, 범죄 영화이다.

## 출연

### 주연
- 곽부성 : 장금항 / 빌리 역
- 고천락 : 오츠원 역
- 유청운

### 조연
- 양채옥 : 눈 역
- 나가량 : 지휘관 역
- 사군호 : 미노이 역
- 방중신
- 진국방
- 홍천명 : 조니 역
- 유호룡
- 서위동
- 임설 : 빅 브라더 역